# Колевил (Калифорнија)
Колевил (енгл. Coleville) насељено је место без административног статуса у америчкој савезној држави Калифорнија.

## Демографија
По попису из 2010. године број становника је 495.
| Група             | 2000.    | 2010.       |
| Белци             | 0 (0,0%) | 347 (70,1%) |
| Афроамериканци    | 0 (0,0%) | 6 (1,2%)    |
| Азијати           | 0 (0,0%) | 8 (1,6%)    |
| Хиспаноамериканци | 0 (0,0%) | 110 (22,2%) |
| Укупно            | 0        | 495         |